# Бушнел (Флорида)
Бушнел (енгл. Bushnell) град је у америчкој савезној држави Флорида. По попису становништва из 2010. у њему је живело 2.418 становника.

## Демографија
Према попису становништва из 2010. у граду је живело 2.418 становника, што је 368 (18,0%) становника више него 2000. године.
| Група             | 2000.         | 2010.         |
| Белци             | 1.664 (81,2%) | 1.840 (76,1%) |
| Афроамериканци    | 266 (13,0%)   | 308 (12,7%)   |
| Азијати           | 15 (0,7%)     | 12 (0,5%)     |
| Хиспаноамериканци | 73 (3,6%)     | 195 (8,1%)    |
| Укупно            | 2.050         | 2.418         |